# Afra Eisma
Afra Eisma (1993) is een Nederlands beeldend kunstenaar. Ze staat bekend om haar installaties, die vaak bestaan uit een mix van fictieve personages en literaire thema’s. In 2018 trok ze de aandacht door kunst te maken van haar getrokken verstandskiezen.

## Biografie
Eisma studeerde beeldende kunst aan de Koninklijke Academie van Beeldende Kunsten te Den Haag en Central Saint Martin’s in Londen. In 2022 had ze tevens plannen om in Japan een aanvullende cursus te volgen.
Eisma werkt met installaties waarin ze textiel, sculpturen en keramiek combineert. Haar werk wordt beïnvloed door persoonlijke verhalen en literatuur, met name van auteurs als Audre Lorde en Ursula K. Le Guin. Ook gaf ze in een interview aan “rustig te worden van kunstwerken die haar moeite kosten”.

## Exposities
Eisma heeft door de jaren heen diverse exposities gehad. Voor haar tentoonstelling in het Fries Museum (5 juni–31 oktober 2021) haalde Eisma inspiratie uit de poëtische teksten van Audre Lorde. In een interview gaf ze aan dat hoewel haar werk vrolijk oogt, het ook persoonlijke ervaringen en complexere emoties kan weerspiegelen:

Het ziet er heel vrolijk uit met allemaal kleuren die ik verwerk in tapijten, textiel en keramiek, maar sommigen herkenden ook een trauma dat ik erin verwerkte. Ik wil niet aangeven wat dat is.

Haar werk was ook te zien in de tentoonstelling Afra Eisma: Poke Press Squeeze Clasp in  Kunstinstituut Melly (9 april 2021–31 december 2022). In 2024 stond haar werk tentoongesteld in Museum Cobra. Haar eerste solotentoonstelling in de Verenigde Staten, Hush, opende in ICA Central (15 februari–1 juni 2025) in San Diego.

## Collecties
Het werk van Eisma maakt deel uit van de collecties van verschillende instellingen, waaronder het Fries Museum, de Vleeshal, het Textiel Museum, de No Mans Art Gallery, en Akzonobel.

## Ontvangst
Haar werk wordt doorgaans goed ontvangen. Zo schreef De Groene Amsterdammer:

Het werk van Afra Eisma nodigt uit om te gaan zitten, te liggen, te luisteren, je te laten omarmen.

In 2020 werd Eisma genomineerd voor een Piket Kunstprijs.